# Adam Asnyk
Adam Asnyk (Kalisz, 1838 – Cracovia, 1897) è stato un poeta polacco.

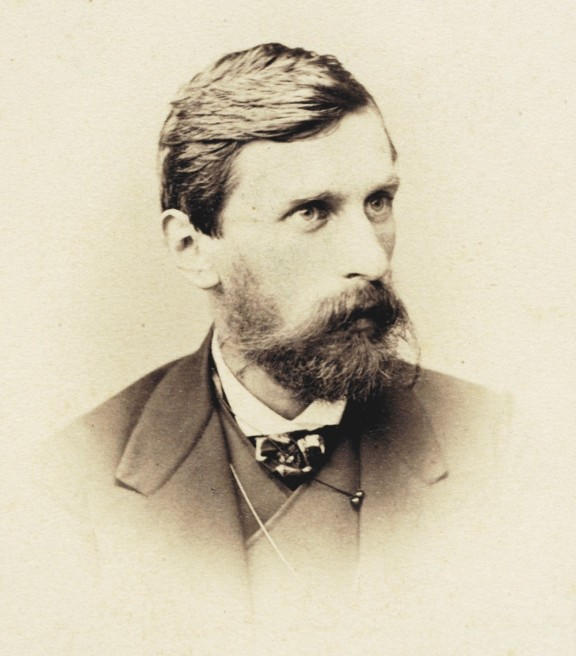
Adam Asnyk

Partecipò alla rivoluzione del 1864 e fu tra i maggiori poeti polacchi della sua generazione. Le sue opere più importanti sono: Il sogno delle tombe (1865) e Sui Tatra (1871).
È stato seppellito nella cripta della chiesa di San Michele Arcangelo e San Stanislao (Skałka) di Cracovia, dove oggi riposa con altri grandi intellettuali polacchi suoi contemporanei e non: il Premio Nobel per la Letteratura Czesław Miłosz, Ludwik Solski, Stanisław Wyspiański, Józef Ignacy Kraszewski e Lucjan Siemieński.